# 石儁 (西晉)
石儁（?—?），字彦伦，西晋渤海郡南皮县人，石苞第五子。
石儁年轻时就有名誉，议论之人称他为令器。石儁居官，官至阳平郡太守，阳平郡治所在馆陶城（今山东省冠县东古城镇）。石儁早早去世，没有和哥哥石喬、弟弟石崇死于八王之乱。